# Lago di Klöntal
Il lago di Klöntal (in tedesco Klöntalersee) è un lago naturale svizzero che si trova nel canton Glarona. Il lago è situato totalmente nel territorio del comune di Glarona.
Dal punto di vista orografico il lago si trova tra le Alpi Glaronesi (a sud) e le Prealpi Svizzere (a nord).
Dal 1908 è utilizzato come bacino di raccolta per la produzione di energia elettrica. La piccola diga di Rhodannenberg ha permesso di aumentarne la capacità.
Dal lago esce il fiume Löntsch, affluente della Linth.

## Fonti
- Seen in der Schweiz: Natürliche und Speicherseen, Bundesamt für Umwelt BAFU, 2007 → Seen in der Schweiz (PDF)